# Program dublu
Programul dublu, film dublu sau sesiunea dublă (din engleză Double feature) este un fenomen al industriei cinematografice în care cinematografele prezintă două filme la rând la prețul unuia singur, înlocuind formatul anterior de sesiune continuă, în care același program de film a fost prezentat în mod repetat (de obicei un lungmetraj și unul sau mai multe scurtmetraje) fără a fi nevoie ca spectatorul să plătească din nou. Prin extensie, termenul este folosit și în televiziune pentru a se referi la proiecția a două filme sau episoade la rând, în timp ce în teatru se referă la interpretarea unei piese de teatru două zile la rând.
Programul dublu în cinematografe a apărut în 1931 în New England (Statele Unite), iar de acolo s-a răspândit rapid în întreaga țară. În 1948, aproape două treimi din cinematografele din Statele Unite făceau publicitate pentru filme duble.
În 2007, Quentin Tarantino și Robert Rodriguez și-au lansat filmele individuale Planet Terror și Death Proof ca un lungmetraj dublu sub titlul Grindhouse.

## Exemple
- The Oklahoma Woman (1955, Roger Corman) și Female Jungle (1955, Bruno VeSota)[5]
- Konga (1961, John Lemont) și  Stăpânul lumii (1961, William Witney) - distribuite astfel în SUA de American International Pictures [6]
- The She-Creature și It Conquered the World